# Pizza Tycoon
Pizza Tycoon est un jeu vidéo de simulation économique développé par Software 2000 et publié par MicroProse en 1994 sur PC et Amiga. Le joueur y incarne un gérant de pizzeria qui doit tout faire pour en assurer le succès. Il doit ainsi gérer la location ou l’achat des locaux, l’ameublement du restaurant et l’achat des fournitures. Il doit également confectionner ses pizzas pour lesquels il peut définir les différents ingrédients qu’il doit ensuite positionner sur une pâte à pizza. En progressant dans le jeu, il peut être amené à agrandir son magasin, voire à exporter son concept.
Il a pour suite Pizza Syndicate.

## Accueil
| Pizza Tycoon          |      |       |
| Média                 | Pays | Notes |
| Computer Gaming World | US   | 1/5   |
| Gen4                  | FR   | 78 %  |
| Joystick              | FR   | 88 %  |